# Nikolaki Sawaf
Nikolaki Sawaf (* 8. Februar 1943 in Aleppo, Syrien) ist ein syrischer Geistlicher. Von 2000 bis 2021 war er Erzbischof der  melkitischen griechisch-katholischen Erzeparchie von Latakia.

## Leben
Nikolaki Sawaf empfing am 15. April 1968 die Priesterweihe.
Am 14. Januar 2000 wurde er als Nachfolger von Fares Maakaroun zum Erzbischof von Latakia ernannt. Erzbischof Boulos Nassif Borkhoche von Bosra und Hauran und die Mitkonsekratoren Erzbischof Jean-Clément Jeanbart von Aleppo und Erzbischof Fares Maakaroun von  Nossa Senhora do Paraíso em São Paulo in Brasilien spendeten ihm am 4. März 2000 in der Mariä-Verkündigungs-Kathedrale von Latakia die Bischofsweihe.
Mit der Wahl seines Nachfolgers Georges Khawam endete seine Amtszeit als Erzbischof von Latakia im August 2021.